# Año Internacional de la Pesca y la Acuicultura Artesanales
2022 fue proclamado Año Internacional de la Pesca y la Acuicultura Artesanales (IYAFA 2022, por sus siglas en inglés) por la Asamblea General de las Naciones Unidas el 5 de diciembre de 2017 mediante la Resolución A/RES/72/72.  La Organización de las Naciones Unidas para la Alimentación y la Agricultura (FAO) fue designada como organismo coordinador de esta conmemoración, en colaboración con otras entidades del sistema de Naciones Unidas y organizaciones regionales e internacionales.
El objetivo principal del IYAFA 2022 fue reconocer la contribución de la pesca y la acuicultura artesanales al bienestar humano, la seguridad alimentaria y la erradicación de la pobreza, así como a la gestión sostenible de los recursos acuáticos y marinos. Se destacó el papel desempeñado por pescadores y acuicultores artesanales en la producción de alimentos saludables y nutritivos, la generación de empleo y la conservación de los ecosistemas marinos y de agua dulce.

## Actividades y alcance
Durante el año 2022, se desarrollaron numerosas actividades para visibilizar y fortalecer el papel de la pesca y la acuicultura artesanales. La FAO y organismos asociados realizaron campañas de sensibilización dirigidas a gobiernos, organizaciones de la sociedad civil, comunidades pesqueras y el público en general, con el fin de resaltar la importancia de este sector en la seguridad alimentaria y el desarrollo sostenible. En este contexto, se promovieron políticas públicas orientadas a mejorar la gobernanza pesquera y a garantizar los derechos de los pescadores y acuicultores artesanales, especialmente en comunidades costeras y rurales.
Entre los eventos desarrollados a nivel global y regional se encontraron conferencias, foros y talleres, con la finalidad de intercambiar conocimientos y experiencias entre expertos, líderes comunitarios y formuladores de políticas. Algunos de los temas abordados el acceso a mercados, la equidad de género en la pesca, la gestión sostenible de los recursos y la adaptación al cambio climático.  Asimismo, según los organizadores, se establecieron alianzas entre actores gubernamentales e instituciones internacionales para mejorar los sistemas de producción y comercialización de productos pesqueros artesanales.
Un enfoque destacado durante el año fue la promoción del acceso a financiamiento y tecnología destinados a mejorar las condiciones laborales y la calidad de vida en comunidades pesqueras y acuícolas. Se promovieron inversiones en infraestructuras, mercados locales y formación técnica dirigida a pescadores y acuicultores. También se impulsó la adopción de prácticas responsables y tecnologías sostenibles para reducir el impacto ambiental de las actividades del sector.
La participación de los propios pescadores y acuicultores en la planificación y ejecución de iniciativas fueron componentes centrales del IYAFA 2022. Según los organizadores, se apoyaron procesos participativos que incluyeron a mujeres, jóvenes, pueblos indígenas y pequeños productores en la toma de decisiones sobre el futuro del sector. De esta manera, se promovió la inclusión social y la resiliencia de las comunidades pesqueras, fortaleciendo su papel como actores clave en la economía azul y en la seguridad alimentaria global.